# 姫姫旅行 〜Princess×Princess to Lip〜
『姫姫旅行 〜Princess×Princess to Lip〜』（プリンセスプリンセストリップ）は、日本テレビ系列局ほかで放送された福島中央テレビ製作の旅番組である。番組タイトルのうち、発音するのは英文の箇所のみである。略称は「プリプリトリップ」。ハイビジョン制作。

## 概要
プライベートでも仲良しのAV女優2人が海外旅行に出かけ、2人で1台のカメラを持ってお互いを撮影しあった限りなく「プライベートな映像」を放送していた深夜番組。AV女優のプライベートに近い素の姿が楽しめる内容となっているが、自分撮りなので映像には多少の手ブレが生じていた。
製作局の福島中央テレビでは2010年7月3日から同年9月15日まで放送された後、2011年10月4日から同年10月25日まで新シリーズが放送された。

## 出演者
出演者はいずれも恵比寿マスカッツのメンバーである。

### バルセロナ編
- みひろ
- かすみ果穂

### パリ編
- 蒼井そら
- 麻美ゆま

### タイ編
- 桜木凛
- 初音みのり

### メキシコ・カンクン編
- 蒼井そら
- 麻美ゆま

### ロサンジェルス・ラスベガス編
みひろ、かすみ果穂、糸矢めい、七海なな

## 放送局

### バルセロナ編〜タイ編
| 放送対象地域   | 放送局                      | 系列                 | 放送曜日・放送時間 |
| -------------- | --------------------------- | -------------------- | ------------------ |
| 福島県         | 福島中央テレビ (FCT) 制作局 | 日本テレビ系列 (NNS) | 土曜 25:45 -       |
| 青森県         | 青森放送 (RAB)              | 日本テレビ系列 (NNS) | 土曜 26:50 -       |
| 宮城県         | ミヤギテレビ (MMT)          | 日本テレビ系列 (NNS) | 日曜 26:00 -       |
| 新潟県         | テレビ新潟 (TeNY)           | 日本テレビ系列 (NNS) | 木曜 26:23 -       |
| 静岡県         | 静岡第一テレビ (SDT)        | 日本テレビ系列 (NNS) | 火曜 25:29 -       |
| 鳥取県・島根県 | 日本海テレビ (NKT)          | 日本テレビ系列 (NNS) | 火曜 26:04 -       |
| 広島県         | 広島テレビ (HTV)            | 日本テレビ系列 (NNS) | 金曜 25:03 -       |
| 愛媛県         | 南海放送 (RNB)              | 日本テレビ系列 (NNS) | 金曜 25:53 -       |
| 熊本県         | 熊本県民テレビ (KKT)        | 日本テレビ系列 (NNS) | 土曜 26:40 -       |
| 大阪府         | テレビ大阪 (TVO)            | テレビ東京系列 (TXN) | 火曜 26:00 -       |
| 東京都         | TOKYO MX (MX)               | 独立UHF局            | 土曜 27:00 -       |

### メキシコ・カンクン編
| 放送対象地域   | 放送局                      | 系列                 | 放送曜日・放送時間                 |
| -------------- | --------------------------- | -------------------- | ---------------------------------- |
| 福島県         | 福島中央テレビ (FCT) 制作局 | 日本テレビ系列 (NNS) | 火曜 25:34 -                       |
| 新潟県         | テレビ新潟 (TeNY)           | 日本テレビ系列 (NNS) | 火曜 26:29 -                       |
| 静岡県         | 静岡第一テレビ (SDT)        | 日本テレビ系列 (NNS) | 2011年10月21日 26:23 - （4話連続） |
| 鳥取県・島根県 | 日本海テレビ (NKT)          | 日本テレビ系列 (NNS) | 水曜 25:44 -                       |
| 広島県         | 広島テレビ (HTV)            | 日本テレビ系列 (NNS) | 日曜 26:30 -                       |
| 愛媛県         | 南海放送 (RNB)              | 日本テレビ系列 (NNS) | 火曜 25:35 -                       |

## 備考
- エンドクレジットの制作・著作にはFCTの表記は無く、「姫姫旅行制作委員会」とクレジットされていた。